# Liste de statues équestres de Suisse
Cet article recense les statues équestres en Suisse.

## Liste
| Œuvre                                      | Auteur                            | Commune    | Localisation                           | Notes | Installation | Coordonnées                      | Illustration                                           |
| ------------------------------------------ | --------------------------------- | ---------- | -------------------------------------- | --- | ------------ | -------------------------------- | ------------------------------------------------------ |
| Monument à Alexandre Souvorov              | Dmitri Tougarinov                 | Airolo     | Col du Saint-Gothard                   | Alexandre Souvorov                                                                                                 | 1999         | 46° 33′ 19″ nord, 8° 33′ 57″ est | Monument à Alexandre Souvorov, Airolo                  |
| Saint Georges                              | Carl Burckhardt                   | Bâle       | Kohlenberg (de)                        | Georges de Lydda                                                                                                   | 1923         | à géolocaliser                   | Saint Georges, Bâle                                    |
| Saint Georges                              |                                   | Bâle       | Museum Kleines Klingental (de)         | Georges de Lydda                                                                                                   | 1372         | à géolocaliser                   | Image manquante                                        |
| Saint Georges                              |                                   | Bâle       | Cathédrale                             | Georges de Lydda                                                                                                   |              | 47° 33′ 23″ nord, 7° 35′ 33″ est | Saint Georges, Bâle                                    |
| Saint Martin                               |                                   | Bâle       | Museum Kleines Klingental (de)         | Martin de Tours | 1342         | à géolocaliser                   | Image manquante                                        |
| Saint Martin                               |                                   | Bâle       | Cathédrale                             | Martin de Tours |              | 47° 33′ 23″ nord, 7° 35′ 31″ est | Saint Martin, Bâle                                     |
| Statue équestre de Rodolphe d'Erlach       | Joseph Simon Volmar, Urs Bargetzi | Berne      | Grabenpromenade (de)                   | Rodolphe d'Erlach                                                                                                  | 1849         | 46° 56′ 57″ nord, 7° 26′ 53″ est | Statue équestre de Rudolf von Erlach, Berne            |
| Statue équestre d'Henri Guisan             | Laurent Boillat (en)              | Berne      | Bibliothèque de la place Guisan        | Henri Guisan | 1949         | à géolocaliser                   | Image manquante                                        |
| Statue équestre d'Alexandre Souvorov       |                                   | Elm        |                                        | Alexandre Souvorov                                                                                                 |              | à géolocaliser                   | Statue équestre d'Alexandre Souvorov, Elm              |
| Statue équestre de Berthold IV             | Antoine Claraz (en)               | Fribourg   | Cycle d'orientation du Belluard        | Berthold IV de Zähringen                                                                                           | 1965         | 46° 48′ 33″ nord, 7° 09′ 23″ est | Image manquante                                        |
| Fontaine de Saint-Georges                  |                                   | Fribourg   |                                        | Georges de Lydda                                                                                                   |              | 46° 48′ 20″ nord, 7° 09′ 39″ est | Fontaine de Saint-Georges, Fribourg                    |
| Aigle de Genève                            | Frédéric Schmied                  | Genève     | Quai Turrettini                        | | 1939         | 46° 12′ 19″ nord, 6° 08′ 24″ est | Aigle de Genève, Genève                                |
| Monument à Charles II de Brunswick         | Auguste Cain                      | Genève     |                                        | Charles II de Brunswick                                                                                            | 1879         | 46° 12′ 31″ nord, 6° 08′ 57″ est | Monument Brunswick, Genève                             |
| Colombe de la Paix                         | Frédéric Schmied                  | Genève     | Quai Turrettini                        | | 1939         | 46° 12′ 20″ nord, 6° 08′ 33″ est | Colombe de la Paix, Genève                             |
| Statue équestre du général Dufour          | Karl Alfred Lanz (de)             | Genève     | Place Neuve                            | Guillaume Henri Dufour                                                                                             | 1884         | 46° 12′ 04″ nord, 6° 08′ 36″ est | Statue équestre de Guillaume-Henri Dufour, Genève      |
| Statue équestre d'Henri Guisan             | Otto Bänninger                    | Lausanne   | Ouchy, rive du Léman                   | Henri Guisan | 1967         | 46° 30′ 27″ nord, 6° 37′ 47″ est | Statue équestre d'Henri Guisan, Lausanne               |
| Statue équestre de Charles II de Brunswick | Vincenzo Vela                     | Ligornetto | Musée Vincenzo Vela (it)               | Charles II de Brunswick. Modèle en plâtre d'une statue destinée au monument Brunswick de Genève, mais non réalisée | 1876         | à géolocaliser                   | Statue équestre de Charles II de Brunswick, Ligornetto |
| Statue équestre de saint Victor            | Martino Benzoni (en)              | Muralto    | Collégiale Saint-Victor (it), clocher  | Victor le Maure | 1462         | 46° 10′ 22″ nord, 8° 48′ 18″ est | Statue équestre de saint Victor, Muralto               |
| Saint Martin                               | Josef Büsser (en)                 | Saint-Gall | Église Saint-Martin (de), Bruggen (de) | Martin de Tours | 1936         | 47° 24′ 35″ nord, 9° 19′ 54″ est | Saint Martin, Saint-Gall                               |
| Statue équestre de Hans Waldmann           | Hermann Haller                    | Zurich     | Münsterbrücke Zürich                   | Hans Waldmann | 1937         | 47° 22′ 11″ nord, 8° 32′ 32″ est | Statue équestre de Hans Waldmann, Zurich               |